# Écozone paléarctique : plantes à graines par nom scientifique (X)

## Xa

### Xan
- Xanthium - fam. Astéracées
  - Xanthium italicum - Lampourde d'Italie
  - Xanthium orientale - Lampourde d'Orient
  - Xanthium spinosum - Lampourde épineuse
  - Xanthium strumarium - Lampourde glouteron ou commune

## Xe

### Xer
- Xeranthenum alias  Helichrysum - fam. Astéracées
  - Xeranthenum annuum - Immortelle annuelle
  - Xeranthemum cylindraceum - Immortelle cylindracée
  - Xeranthemum inapertum - Immortelle fermée